# Nematopalaemon colombiensis
Nematopalaemon colombiensis is een garnalensoort uit de familie van de Palaemonidae. De wetenschappelijke naam van de soort is voor het eerst geldig gepubliceerd in 1971 door Squires & Mora L..